# Arco del Envira

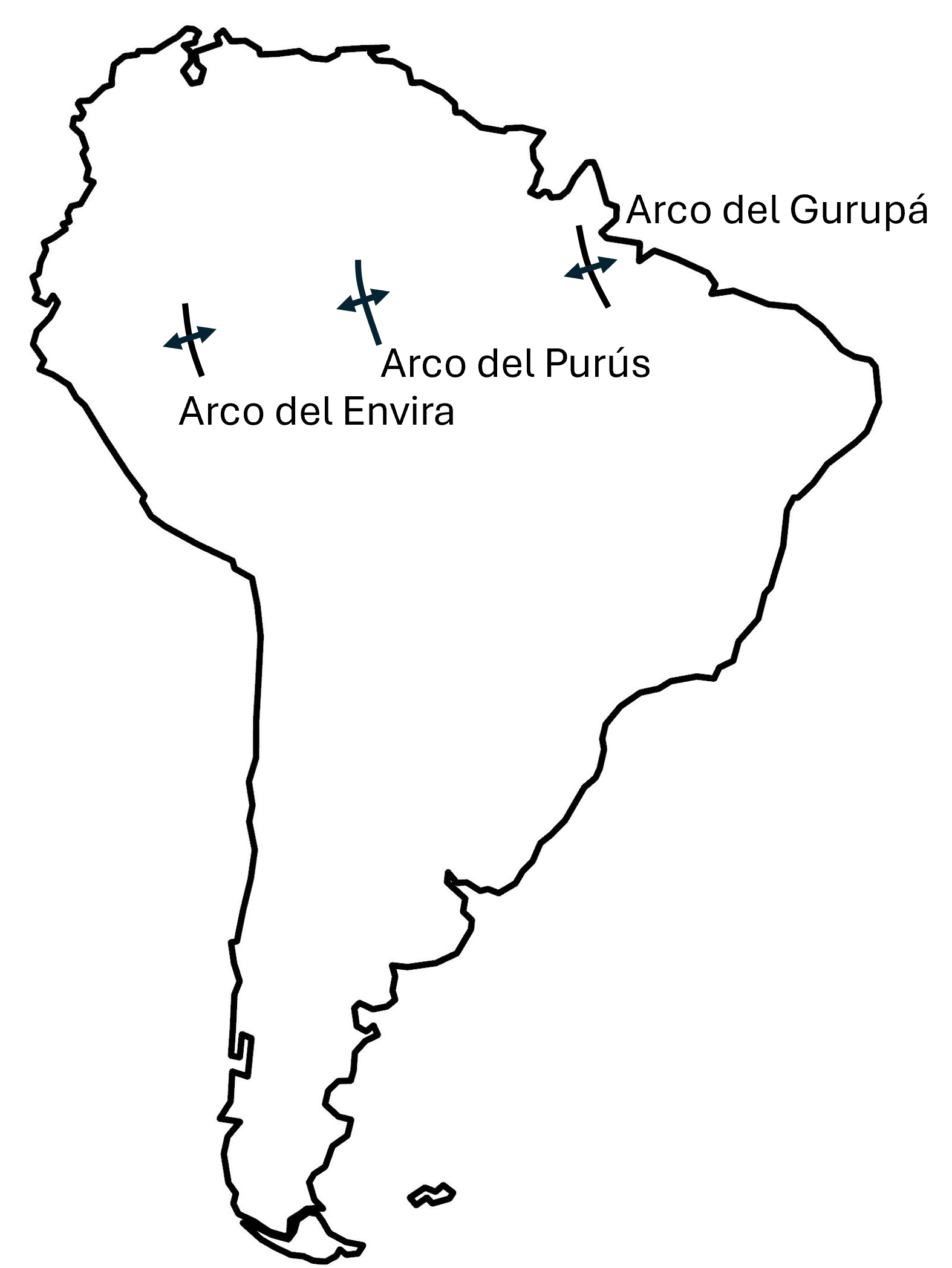
Mapa de los principales arcos geológicos en la Amazonia

En el contexto de la geología de la Amazonia el arco del Envira (en portugués: arco Envira) es un alto de basamento y anticlinal de orientación norte-sur en Brasil que separa a la cuenca del Solimões por el este de la cuenca del Acre por el oeste. Se estima que el arco se formó en la época del Jurásico tardío durante la orogenia del Yuruá aproximadamente al mismo tiempo que se formó el arco del Jutaí. Su desarrollo tuvo un impacto posterior en la formación del arco de Iquitos, aproximadamente 100 km al este, en el Mioceno. El arco toma nombre del río Envira en Brasil. Según los geólogos Souza de Oliveira y Vidotti el pliegue de la estructura es demasiado amplio para ser considerado un arco, por tanto según estos autores se le debe llamar alto del Envira (en inglés: Envira High) al ser únicamente un alto de basamento. El arco del Envira tiene a cada lado un depocentro de sedimentos los cuales han sido importantes objetos de exploración petrolífera.